# BREM-80U
El BREM-80/BREM-80U (del ruso: БРЭМ-80У) es un vehículo de ingenieros militares basado en el chasis del carro de combate T-80 que fue diseñado en la Unión Soviética para el remolque y salvamento de dicho carro de combate.

## Historia
Entró en servicio oficial en 1986. A su vez, el BREM-80 fue desarrollado en el BREM-80U. Un derivado con mejoras, el BREM-84, se produce en Ucrania para el mismo trabajo con el carro de combate local T-84. El BREM-80 y sus variantes están en servicio en Rusia, Bielorrusia, Corea del Sur, y Ucrania.

## Características
- Peso : 46 ton.
- Tripulantes: 4 + 1
- Armamento principal:

- Ametralladora antiaérea en un afuste de montaje, de calibre 12,7 mm
- Un lanzacohetes RPG-7 con 8 cabezales.
- Una pistola de señales
- 4 fusiles AKS-74U calibre 7,62 mm..

- Equipos especiales:
- Grúa:

- Capacidad de carga : 18 toneladas.
- Capacidad de carga utilizando una polea: 30 toneladas

- Cabrestante principal:

- Fuerza de tracción: 	35 toneladas.

- Fuerza de tracción de la polea: 140 Ct
- Longitud de cable: 120 m.
- Velocidad máxima de tiro (en metros/minuto):

- En el lanzamiento del cable: 50

En la extensión de la cuerda: 17/50
- Cabrestante auxiliar:

- Fuerza de tracción: 18 toneladas.

- Longitud de cable: 320 metros.
- Equipo de soldadura:

- Soldadura eléctrica.
- Soldadura autógena/MIG.
- Planta eléctrica de potencia auxiliar desde la turbina de gas auxiliar del motor.

- Equipos de procesos especiales
- Aparatos e instrumentos de usos especiales para la reparación de los tanques y para el salvamento y auxilio de las tropas.

## Descripción
El BREM-80 es similar al BREM-1 en su aspecto exterior, se diferencia claramente de éste en el uso para su estructura base de un chasis de un T-80 altamente modificado para labores de rescate y que su torreta ha sido reemplazada, junto a los demás equipos convencionales al carro de combate; por herramientas para sus labores.
El armamento del vehículo se compone de una caja de armas varias ya descritas, tanto para la defensa personal como la antiaérea, y la dotación de artillería anti-material se sitúa en la cúpula rotativa del comandante, con un conjunto de granadas de mano que completan el equipo de defensa.
Dispone de distorsión del color en su combinación de camuflaje, lo que añadido al bajo nivel de ruido del motor permite al blindado un movimiento sigiloso, en cuyo diseño único se ofrece una conducción suave, y el equipo instalado en el BREM le hace indispensable para poder ayudar a las tripulaciones que lo necesiten.

### Desarrollos relacionados
- T-80
- T-80UM2
- T-84

### Artículos similares
- Bergepanzer Büffel
- M88 Armoured Recovering Vehicle
- WZT-1
- WZT-2
- WZT-3
- WZT-4
- BREM-84

- Datos: Q4074022